# Székelyföldi Néplap
A Székelyföldi Néplap Marosvásárhelyen 1933–1934-ben megjelent baloldali hetilap. Közvetlen elődje a Népakarat, illetve a Székelyföldi Népakarat (ez utóbbiban jelent meg Nagy István egyik első novellája Gyökér István álnéven). Mindhármat Kádár János szerkesztette, közölt benne Balogh Péter, Dávid István, Korvin Sándor, Orbán János, Szabó András, Szabó Jenő is.
A gyakori címváltoztatásokra a cenzúra nyomása késztette a szerkesztőt.